# WK리그 드래프트
WK리그 드래프트, 정식 명칭은 여자실업축구 신인선수 선발 드래프트로 WK리그에서 신인 선수를 선발하는 제도이다.
방식은 매년 조금씩 달라지지만 일반적으로 매년 말에 진행되며 이전 시즌의 WK리그에서의 성적을 바탕으로 추첨 순서를 정하고 그 순서대로 총 8회(8차)까지 진행된다.
각 지명 순서에 따라 지명된 선수들의 기본급 및 계약기간에 차이를 둔다.